# Воробьи (посёлок, Демидовский район)
Воробьи — посёлок в Демидовском районе Смоленской области России. Входит в состав Воробьёвского сельского поселения. Население — 19 жителей (2007 год). 
Расположена в северо-западной части области в 25 км к северо-востоку от Демидова, в 27 км северо-восточнее автодороги Р133 Смоленск — Невель. В 71 км южнее посёлка расположена железнодорожная станция Смоленск на линии Москва — Минск. 

## История
В годы Великой Отечественной войны посёлок был оккупирован гитлеровскими войсками в июле 1941 года, освобождён в сентябре 1943 года.